# شكيبي التبريزي
شكيبي التبريزي (ت. 971 هـ) هو شاعر ، من أهل تبريز.
هو مقصود علي التبريزي، المشتهر بشكيبي. انتقل من تبريز إلى قزوين في فترة عهد السلطان طهماسب الأول الصفوي ، وفي أواخر أيامه عاد إلى تبريز، ولم يزل حتى توفي بها، وقيل توفي بشيراز سنة 971 هـ.